# Тальберг, Сигизмунд
Сигизмунд Тальберг (нем. Sigismund Thalberg; 8 января 1812, Женева, Швейцария — 27 апреля 1871, Позиллипо, близ Неаполя, Италия) — австрийский композитор и пианист-виртуоз.

## Биография
Обучался в Вене. Ученик И. Гуммеля (фортепиано) и С. Зехтера (композиция). В 14 лет начал публично выступать, а в 1830 году совершил концертное турне по Германии. Уже в эти годы Тальберг завоевал славу одного из лучших пианистов мира.
Позже концертировал во многих главных городах Европы, был в России (1837).
Как пианист, отличался блестящей техникой. В эпоху Шопена и Листа выступления Тальберга были не меньшей сенсацией, происходило подлинное соревнование этих великих виртуозов. При состязании Тальберга с Листом в сезон 1836—1837 года большинство симпатий выпало на долю первого.
В начале 1836 приехал в Париж, где первые же его концерты получили восторженные отклики. Петербургская газета «Северная пчела» так описывает впечатление от игры Тальберга: 

«Чувство, возбужденное в нас Тальбергом в первом его концерте, есть — удивление. Во всех концах зала мы слышали повторения: „удивительно, непостижимо!“ Мы думаем, что механизма игры невозможно подвинуть далее ни на волос. Задача уже решена!

У Тальберга, кажется, три руки. Среди труднейших пассажей, исполняемых с быстротою молнии, октавами, вы всегда слышите тему, играемую будто бы третьей рукой, между тем, как две руки разыгрывают, в двух различных тонах вариации и фантазии на эту же тему, играемую третьей рукой. Как это делается? Не знаем! Да, вероятно, и сам Тальберг не знает этого, потому что гении преодолевают величайшие трудности по вдохновению, сверхъестественною силою, таящеюся у них в душе. Тальберг— истинный гений!».
Он посетил Германию, Англию, Бельгию, Голландию, Россию, Францию. В 1855—1856 годах посетил Бразилию и Северную Америку.
В Петербурге Тальберг вынужден был повторить фантазии на оперу Дж. Россини «Моисей» три раза подряд; он получил немалый гонорар от продажи двух тысяч экземпляров её в первый же день выхода из печати. Эта же Фантазия сделала сенсацию в Лондоне, и Тальберг получил концертный ангажемент с оплатой в 12 тысяч франков в месяц.
В Брюсселе публика засыпала музыканта цветами, а австрийский двор оказал ему блестящий прием. После исполнения «Моисея» в Голландии король наградил Тальберга орденом и бриллиантовой табакеркой. Франция наградила его орденом Почётного легиона.
В Англии он сочинил фантазию на «Gode save the King» и «Roule Britannia», в России — «Две русские песни с вариациями».
В 1864 году прекратил свою концертную деятельность. Последние годы жизни провел в Неаполе.
Среди его учеников была, в частности, юная Арабелла Годдард.

## Избранные произведения
Сигизмунд Тальберг написал большое количество фортепианных пьес, в которых доминирует, однако, чисто внешняя виртуозность. Большинство произведений Тальберга написано в салонном стиле.
Писал преимущественно для фортепиано: фантазии, вариации на разные темы, между прочим, и русские, и небольшие пьесы. Тальбергу принадлежит некоторое количество оригинальных сочинений:
- Концерт фа минор ор. 5,
- 2 ноктюрна ор. 16,
- 3 ноктюрна ор. 31,
- 12 этюдов ор. 26,
- Andante.

Большинство пьес Тальберга — различные транскрипции и фантазии на оперные, симфонические или национальные темы. Свою первую оперную фантазию «Эврианта» Тальберг написал в 1832 году. Оперные фантазии Тальберга являются высшим достижением салонной культуры.
Автор труда «Искусство пения, примененное к фортепиано» ор. 70 — собрание транскрипций из произведений старых и современных ему мастеров.
1. ↑  Find a Grave (англ.) — 1996.